# Alexandroupoli
Alexandroupoli (griechisch Αλεξανδρούπολη [alɛksanˈðrupɔli] (f. sg.), älter auch Αλεξανδρούπολις Alexandroupolis, türkisch Dedeağaç, bulgarisch Дедеагач Dedeagatsch, griechisch bis 1920 Δεδέαγατς Dedeagats) ist eine griechische Hafenstadt und Gemeinde (δήμος dimos) in Westthrakien sowie ehemaliger Sitz der Präfektur Evros. Die Stadt liegt im Nordosten des Landes, unweit der Mündung des Mariza/Evros-Flusses und somit der griechisch-türkischen Grenze.

## Geografie
Alexandroupoli liegt direkt am Thrakischen Meer, einem Nebenmeer der Ägäis, das die Südgrenze der Stadt bildet. Im Westen grenzt Alexandroupoli an die Gemeinden Arriana und Maronia-Sapes im Regionalbezirk Rodopi, im Norden an die Gemeinde Soufli und im Osten an die türkische Provinz Edirne.
Alexandroupoli liegt 14,5 km westlich der Mündung des Mariza/Evros/Meric-Flussdeltas, 40 km von der türkischen Grenze, 346 km östlich von Thessaloniki (über die neue A2 via Egnatia-Autobahn) und rund 750 km nordöstlich der Hauptstadt Athen. Die nächstgelegenen Großstädte sind Komotini (rund 60 km), das türkische Edirne (circa 140 km), das bulgarische Kardschali (ca. 170 km) und die Bosporus-Metropole Istanbul (ca. 300 km). Die bulgarische Grenze bei Makaza–Nymphaia liegt rund 55 km westlich. In näheren Umland der Stadt liegen kleinere Fischerdörfer wie Makri und Dikella im Westen, Vororte wie Maistros, Apalos, Antheia, Aristino, Nipsa und Loutra im Osten und Städte wie Abantas, Aissymi und Kirkas im Norden.
Bei der Volkszählung 2001 hatte Alexandroupoli 48.885 Einwohner und die Provinz insgesamt 52.720. Die derzeitige Einwohnerzahl der Stadt wird auf etwa 70.000 geschätzt. Das Gemeindegebiet erstreckt sich über den südlichen Teil des Regionalbezirks Evros, von der peripheren Einheit der Rhodopen bis zum Delta des Flusses Evros. Die Gemeinde hat eine Fläche von 1.220 km² (468,73 sq mi). Neben Alexandroupoli sind die größten Siedlungen die Dörfer Mákri (820 Einwohner), Ávas (497), Sykorráchi (309), Aisými (289) und Díkella (288).

## Geschichte

### Name
Der Gründername der Stadt setzt sich zusammen aus den türkischen Wörtern dede „Urahn“ und ağaç „Baum“. Die Stadt wurde während der Fertigstellung des nach ihr benannten Dedeağaç-Zweiges der Rumelien-Eisenbahn, der ab 1872 genutzt wurde, gegründet.

### Eisenbahnbau und Stadtgründung

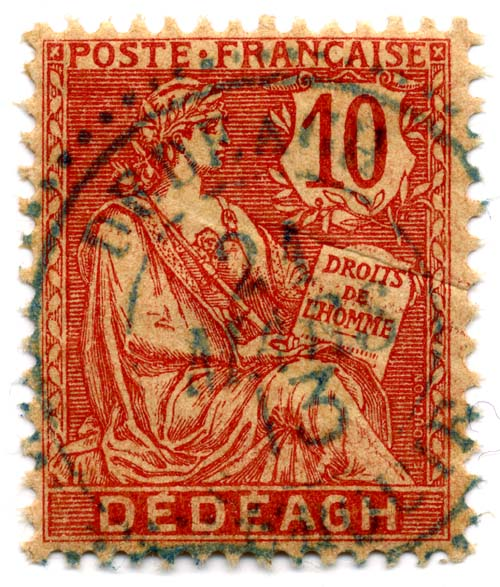
Briefmarke des französischen Postamtes in der Stadt, betrieben 1874 bis 1914

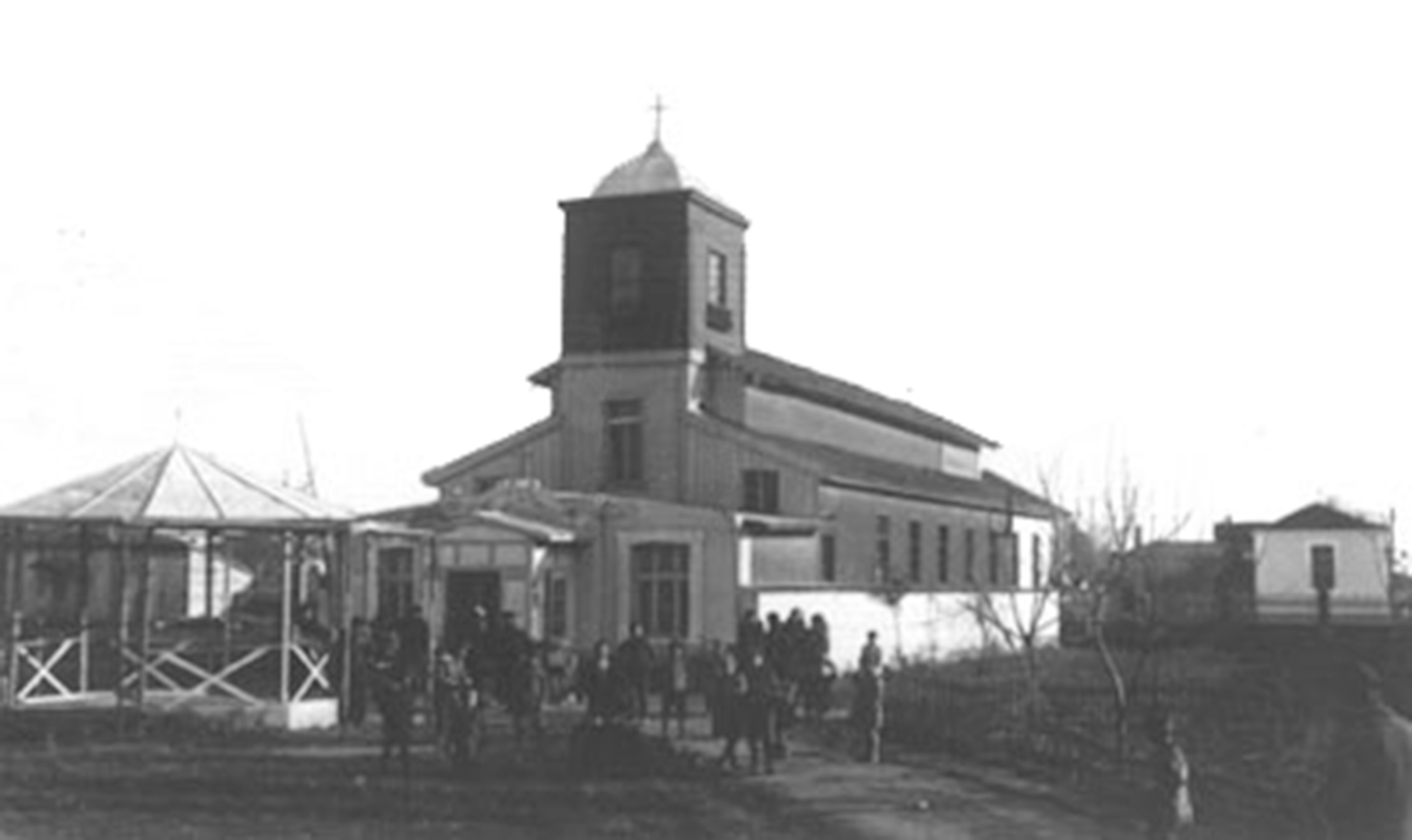
Die bulgarisch-orthodoxe Kirche Kyrill und Method, heute griechisch-orthodoxe Kirche Hl. Eleftherios

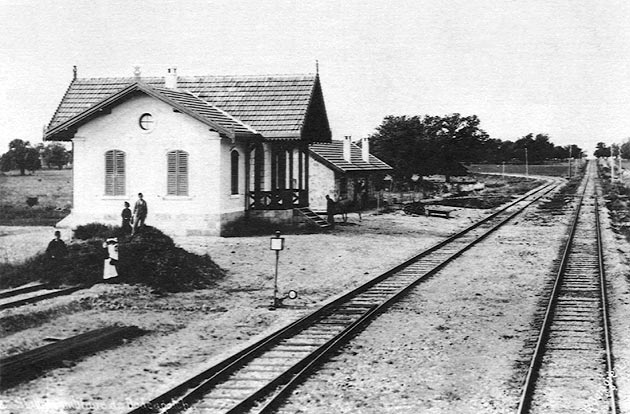
Bahnhof von Dedeağaç, 1893

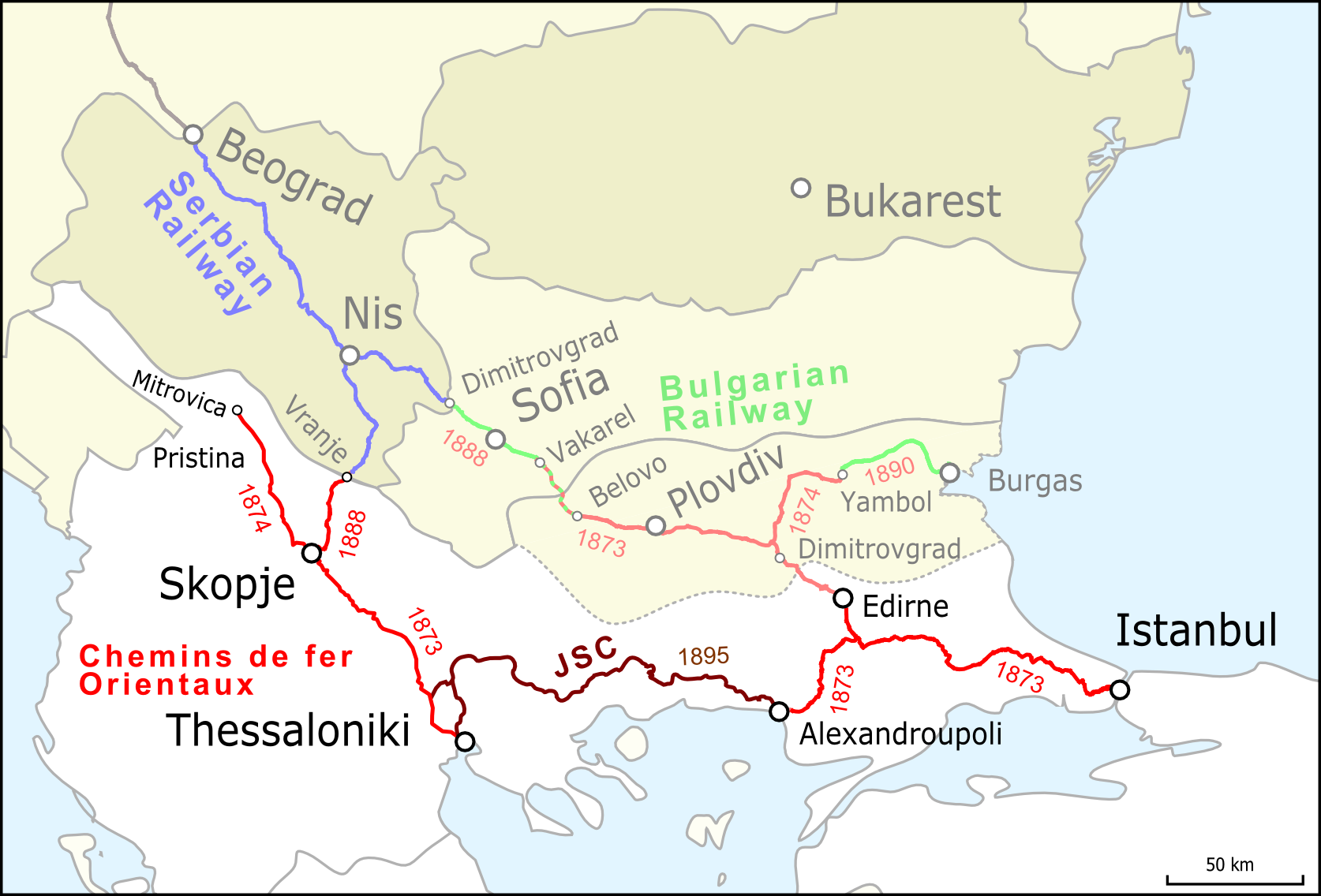
Strategische Bahnstrecke der Jonction Salonique–Constantinople (JSC)

Der Baubeginn der Eisenbahnstrecke Konstantinopel – Edirne der Orientbahn im Jahr 1870, mit einer Abzweigung am Unterlauf der Mariza Richtung Ägäis, leitete die Entwicklung der Stadt ein. Die Stadt wurde im Jahr 1871 unter dem Namen Dedeağaç (bulgarisch Дедеагач) als Hafen in der Nähe der Mündung des Mariza-Flusses im osmanischen Vilâyet Edirne gegründet. Der Handel in der Stadt florierte und zog vor allem bulgarische Händler aus der gesamten thrakischen Ebene sowie aus dem Rhodopengebirge an, die im neu gegründeten Ort nicht gegen alteingesessene phanariotische Familien und deren Einfluss ankämpfen mussten. Während des russisch-osmanischen Krieges (1877–1878) wurde der Ort 1877 von russischen Truppen besetzt, welche bis zum Berliner Kongress (13. Juni bis 13. Juli 1878) dort blieben. In dieser Zeit erstellten russischen Ingenieure den ersten Bebauungsplan des Ortes mit großangelegten geradlinigen Boulevards und rechteckig verlaufende Querstraßen. Sie leiteten auch den Bau des Leuchtturms am Hafen.
1891 eröffnete die bulgarische Kirchengemeinde in der Stadt die erste Schule. Im Jahr darauf wurde mit finanzieller Hilfe der aus Rajkowo stammenden Händlerbrüder Wassil und Rajtscho Kowatschew sowie der aus Doğanhisar stammenden Händler Petko Bobew und Brian Kalojanow die dreischiffige bulgarisch-orthodoxe Kirche Kyrill und Method (heute griechisch-orthodoxe Kirche Hl. Eleftherios) fertig gebaut und eingeweiht.
Die Einwohnerzahl wuchs schnell an; laut einer osmanischen Erhebung aus dem Jahr 1882 lebten in Dedeağaç bereits 21.246 Einwohner, davon 9.001 (42 %) Bulgaren,  8.070 (38 %) Türken und andere Muslime, nur 3161 (15 %) Griechen. Bereits im Jahr darauf verdrängte Dedeağaç die Bedeutung des damaligen Dimetoka (heute Didymoticho) als Zentrum des Sandschak. 1894 bestand der Sandschak Dedeağaç aus den Kazas (Landkreisen) Dedeağaç, Enez und Sofrulu (heute Soufli). Der Kaza Dedeağaç bestand aus den drei Nahies (Kommunen) Ferecik, Meğri und Semadirek sowie 41 Dörfern. Die bulgarische Gemeinde schloss sich der bulgarisch-orthodoxen Kirche an, die 1870 durch den Ferman zur Errichtung des Bulgarischen Exarchats als autokephale Kirche wiederhergestellt worden war.
Ab 1894 wurde die Stadt Ausgangspunkt einer weiteren strategischen Bahnstrecke. Die neue Linie, welche durch Westthrakien entlang der Ägäis-Küste verlief, verband die zweitgrößte osmanische Stadt in Europa, Thessaloniki, auf osmanischem Gebiet mit der Hauptstadt İstanbul. Eine erste Schienenverbindung mit Umwegen gab es sei 1888 durch Lückenschlüsse zwischen  serbischem und bulgarischem Netz (Caribrod–Sofia) und zwischen serbischer Bahn und der 1873/1874 eröffneten Strecke der Orientbahn (s. o.) von Thessaloniki nach Üsküb (Skopje) und Priština (Ristovac-Üsküb). Die neue Strecke wurde von der Société du Chemin de Fer Ottoman Jonction Salonique–Constantinople (JSC) gebaut, die hauptsächlich von französischen Geldgebern finanziert wurde.
Während des Schuljahres 1905/06 existierten bereits drei bulgarische Schulen in Dedeağaç, zwei Grund-, und die Klassenschule Kyrill und Method. 1909 mit Ausbruch der Jungtürkische Revolution, die von der bulgarische Bevölkerung mitgetragen wurde, wurde das IMARO-Mitglied Nikola Tabakow zum ersten bulgarischen Bürgermeister der Stadt.

### Balkankriege
Im Ersten und im Zweiten Balkankrieg 1912/13 kämpften bis zu 11 Freiwillige aus Dedeağaç als Teil des Makedonien-Adrianopel-Freiwilligen-Korps der bulgarischen Armee gegen Osmanen und Serben. Am 2. November 1912 wurde die Stadt von Truppen des Makedonien-Adrianopel-Freiwilligen-Korps unter dem Befehl des aus Veles stammenden Offiziers Aleksandar Tanew eingenommen. Er ließ 150 Freiwillige in der Stadt zurück und nahm in Richtung Soufli die Verfolgung der von Mehmed Yaver Pasha angeführten osmanischen Truppen von Süden aus auf. Am 13. November zog die reguläre bulgarische Armee unter General Stilijan Kowatschew in die Stadt ein. Zu dieser Zeit lebten in Westthrakien 185.000 Türken, 25.500 Bulgaren, 22.000 Griechen und 2200 Angehörige anderer Ethnien. Wegen des drohenden Anschlusses an Bulgarien formte sich Widerstand in der muslimisch-türkischen Bevölkerung, der in der Errichtung der Provisorischen Regierung Westthrakien mündete. Griechenland unterstützte die Etablierung einer solchen Republik mit dem Ziel, die zur selben Zeit in Konstantinopel laufenden Verhandlungen zwischen dem Osmanischen Reich und Bulgarien dahingehend zu beeinflussen, dass es zu keinem Frieden zwischen beiden Ländern kommt. Gemäß dem Londoner Vertrag vom Mai 1913, welcher das Ende des Ersten Balkankrieg besiedelte, wurden dennoch Dedeağaç und Westthrakien Bulgarien zugesprochen.
Als sich die Spannungen zwischen Bulgarien und Griechenland zuspitzten, bombardierte die Griechische Marine Dedeağaç am 28. und 29. Juni 1913 als einer der ersten Kriegshandlungen im Zweiten Balkankrieg. Am 12. Juli besetzten griechische Truppen die Stadt. In dieser Zeit griffen Freischärler der provisorische Regierung Westthrakiens, unterstützt von Mitglieder der Teşkilât-ı Mahsusa und geduldet durch die griechischen Truppen, die bulgarische Bevölkerung im Umland an. Mit dem Ende des Zweiten Balkankrieges wurden die thrakischen Gebieten westlich der Mariza und somit auch Dedeağaç nach dem Friede von Bukarest vom 28. Julijul. / 10. August 1913greg. Bulgarien zugesprochen. Dennoch weigerte sich Griechenland zunächst, die Stadt zu räumen. Im September des gleichen Jahres fanden über 12.000 bulgarische Flüchtlinge vorübergehend Asyl am Rande der Stadt. Sie brachten bis zu 100.000 Schafe und Ziegen, bis zu 30.000 Rinder, bis zu 25.000 Pferde und Maultiere mit sich und waren aus 17 verschiedenen Dörfern am Ostufer der Mariza vor den ethnischen Säuberungen geflohen (siehe Thrakische Bulgaren).

### Anschluss an Griechenland
Mit Ausbruch des Ersten Weltkrieges wurde Dedeağaç im Oktober 1915 von der Royal Navy beschossen. Nach dem Waffenstillstand von Thessaloniki vom 29. September 1918 wurde die Stadt wie ganz Westthrakien von französischen Truppen besetzt. Mit dem Frieden von Neuilly vom 27. November 1919 musste Bulgarien die Stadt an die Entente abtreten. Laut der Volkszählung, die von der französischen Verwaltung Anfang 1920 durchgeführt wurde, hatte die Stadt 7222 Einwohner, davon 3900 Bulgaren, 2500 Griechen, 512 Armenier, 165 Juden, 195 Türken. In der zweiten Aprilhälfte 1920 traten die Premierminister der wichtigsten Verbündeten der Entente-Mächte (mit Ausnahme der Vereinigten Staaten) auf der Konferenz von San Remo Westthrakien mit Dedeagach an Griechenland ab. Bulgarien behielt das Transitrecht, den Hafen von Dedeagach für den Warentransport durch die Ägäis zu nutzen, welches seitens Griechenland nie eingehalten wurde. Die Übergabe der Kontrolle über die Stadt erfolgte von den Franzosen an die Griechen am 14. Mai im örtlichen Postamt.
Im Vertrag von Sèvres vom 10. August 1920 wurde die Stadt Griechenland vertraglich zugesprochen und im Anschluss in Alexandroupoli – nach dem griechischen König Alexander I. – umbenannt. Anschließend mussten gemäß dem im Vertrag von Neuilly-sur-Seine vereinbarten Bevölkerungsaustausch die Bulgaren, welche trotz Vertreibung weiterhin die größte Bevölkerungsgruppe der Stadt stellten, Alexandroupoli verlassen. Aus ganz Griechenland wurden nach 1920 insgesamt 53.000 Bulgaren vertrieben. Umgekehrt wurden 46.000 Griechen aus Bulgarien vertrieben.

### Seit 1945
Nach dem Fall des Eisernen Vorhangs in den 1990er ließen sich Bulgaren erneut in der Stadt nieder. Im Jahr 2011 gründete sie den Verein: Kultur- und Bildungsverein der Bulgaren in der Region Ostmazedonien und Thrakien (bulgarisch Културно-образователното обединение на българите в района на Източна Македония и Тракия). Im Jahr 2013 wurde die bulgarische Sonntagsschule Wassil Lewski, getragen vom Verein, eröffnet.
Ende August 2023 tobten mehrere Waldbrände im Gebiet Melia, nordöstlich von Alexandroupoli. Laut EU-Kommission waren die Brände dort die größten in der Geschichte der gesamten Europäischen Union. Mehr als 80.000 Hektar in Umland verbrannten, mehr als 20 Personen starben. Die Brände lösten mehrere Evakuierungen von Dörfern und des Krankenhauses der Stadt aus und kamen dem Flughafen der Stadt gefährlich nah. Rauchmikropartikel von den Waldbränden erreichen die mehrere hundert Kilometer entfernten Malta und Sizilien.

## Verwaltungsgliederung
Die Gemeinde Alexandroupoli entstand im Rahmen der Verwaltungsreform 2010 aus den bisherigen Gemeinden Alexandroupoli, Traianoupoli und Feres. Diese haben seither den Status von Gemeindebezirken. Verwaltungssitz der Gemeinde ist die Stadt Alexandroupoli.
| Gemeindebezirke | griechischer Name                | Code   | Fläche (km²) | Einwohner 2001 | Einwohner 2011 | Stadtbezirke / Ortsgemeinschaften (Δημοτική/Τοπική Κοινότητα) | Lage |
| --------------- | -------------------------------- | ------ | ------------ | -------------- | -------------- | ------------------------------------------------------------- | ---- |
| Alexandroupoli  | Δημοτική Ενότητα Αλεξανδρούπολης | 030101 | 641,269      | 52.720         | 61.702         | Alexandroupoli, Avas, Esymi, Kirki, Makri, Sykorrachi         |      |
| Traianoupoli    | Δημοτική Ενότητα Τραϊανουπόλης   | 030102 | 165,657      | 03.335         | 02.706         | Anthia, Doriko, Loutros, Nipsa                                |      |
| Feres           | Δημοτική Ενότητα Φερών           | 030103 | 408,527      | 09.839         | 08.551         | Feres, Peplos, Ardani, Doriskos, Kavisos, Pylea, Tryfilli     |      |
| Gesamt:         | Gesamt:                          | 0301   | 1.215,453    | 65.894         | 72.959         |                                                               |      |

## Verkehr

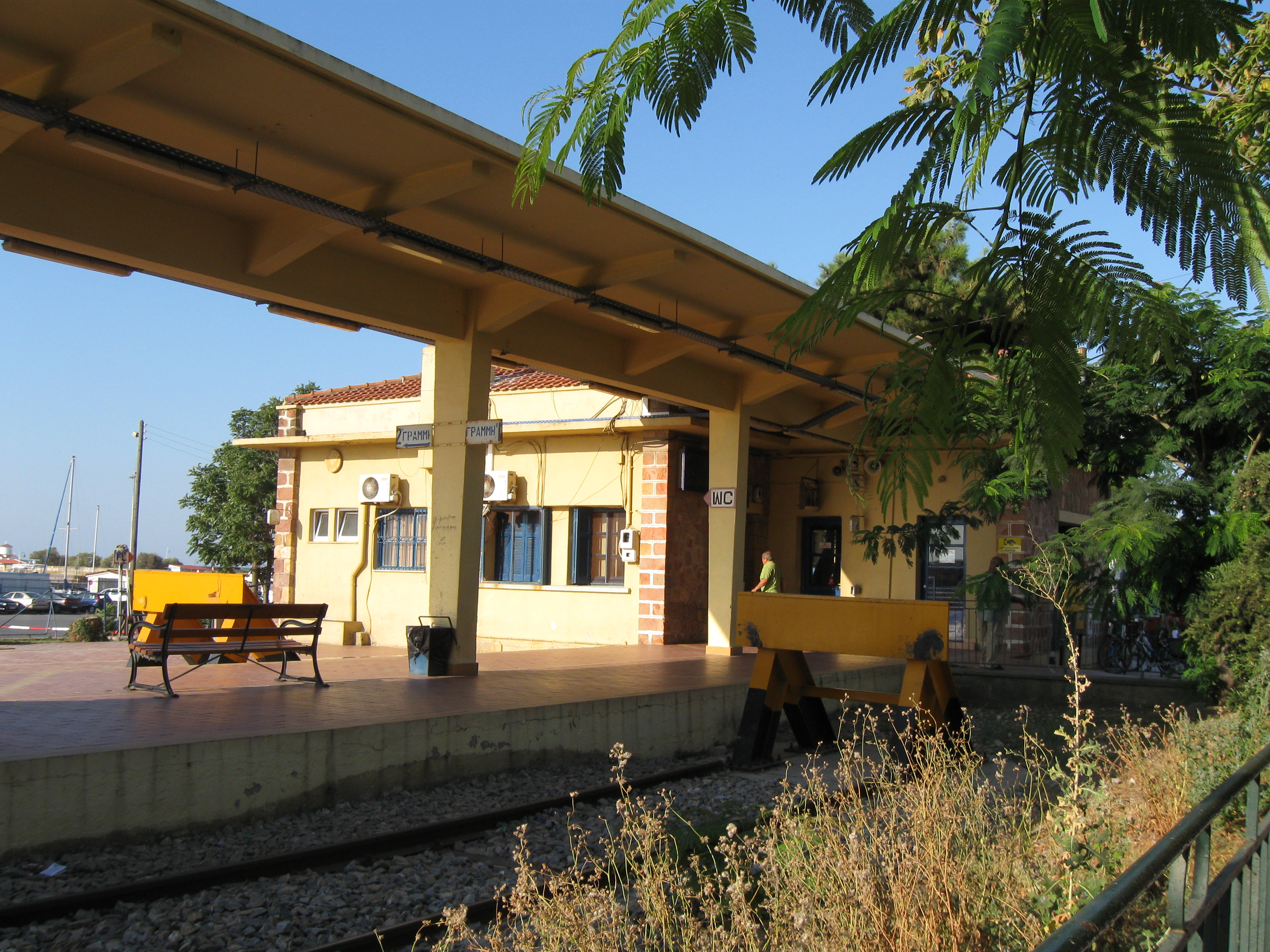
Der Bahnhof am Hafen von Alexandroupoli im Juli 2012

### Straßen
Alexandroupoli liegt an der historischen Via Egnatia und von dort führte eine Abzweigung Richtung Norden zur Via Militaris.
Heute ist Alexandroupoli über das griechische Autobahnnetz an:
- die Autobahn 2 (Europastraße 90) Istanbul–Thessaloniki–Ioannina und
- an die Nationalstraße 2 angeschlossen.

Weiter nehmen ihren Anfang bzw. ihr Ende in Alexandroupoli:
- die Nationalstraße 51 nach Didymoticho, Soufli, Orestiada, Ormenio (Weiterführung nach Edirne/Türkei und Swilengrad/Bulgarien) und
- die Nationalstraße 53 nach Ormenio (bulgarische Grenze).

Die Nationalstraße 2 in ihrem Verlauf nach Osten bis Ardanio und die Nationalstraße 51 sind zusammen als Europastraße 85 ausgewiesen, die Autobahn 2 als Europastraße 90.
Der Busbahnhof von Alexandroupoli liegt unweit der Hauptstraße Leoforos Dimokratias an der Platia Eleftherias und ist Ausgangspunkt für verschiedene Fernbuslinien, unter anderem nach Thessaloniki (Fahrzeit etwa 4:15 Stunden). Im Stadtgebiet existiert eine hohe Zahl von Stadtbuslinien.

### Bahn
Alexandroupoli liegt an der Bahnstrecke Thessaloniki–Alexandroupoli und der Bahnstrecke Alexandroupoli–Swilengrad. Von letzterer zweigt in Pythion die Bahnstrecke İstanbul Sirkeci–Swilengrad nach Istanbul ab. Aus wirtschaftlichen Gründen wurde der grenzüberschreitende Zugverkehr in die Türkei im Jahr 2011 eingestellt.

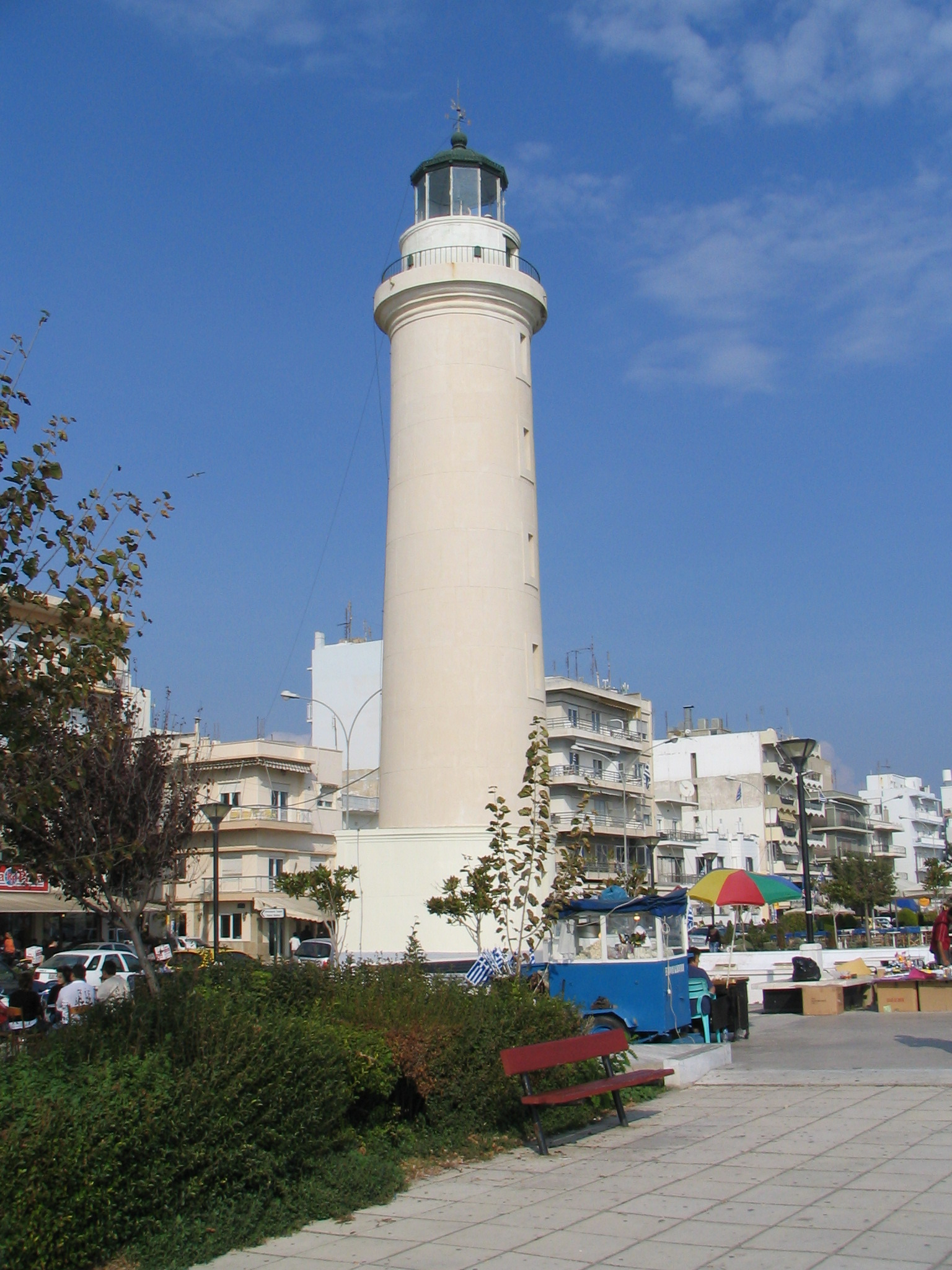
Leuchtturm am Hafen von Alexandroupoli

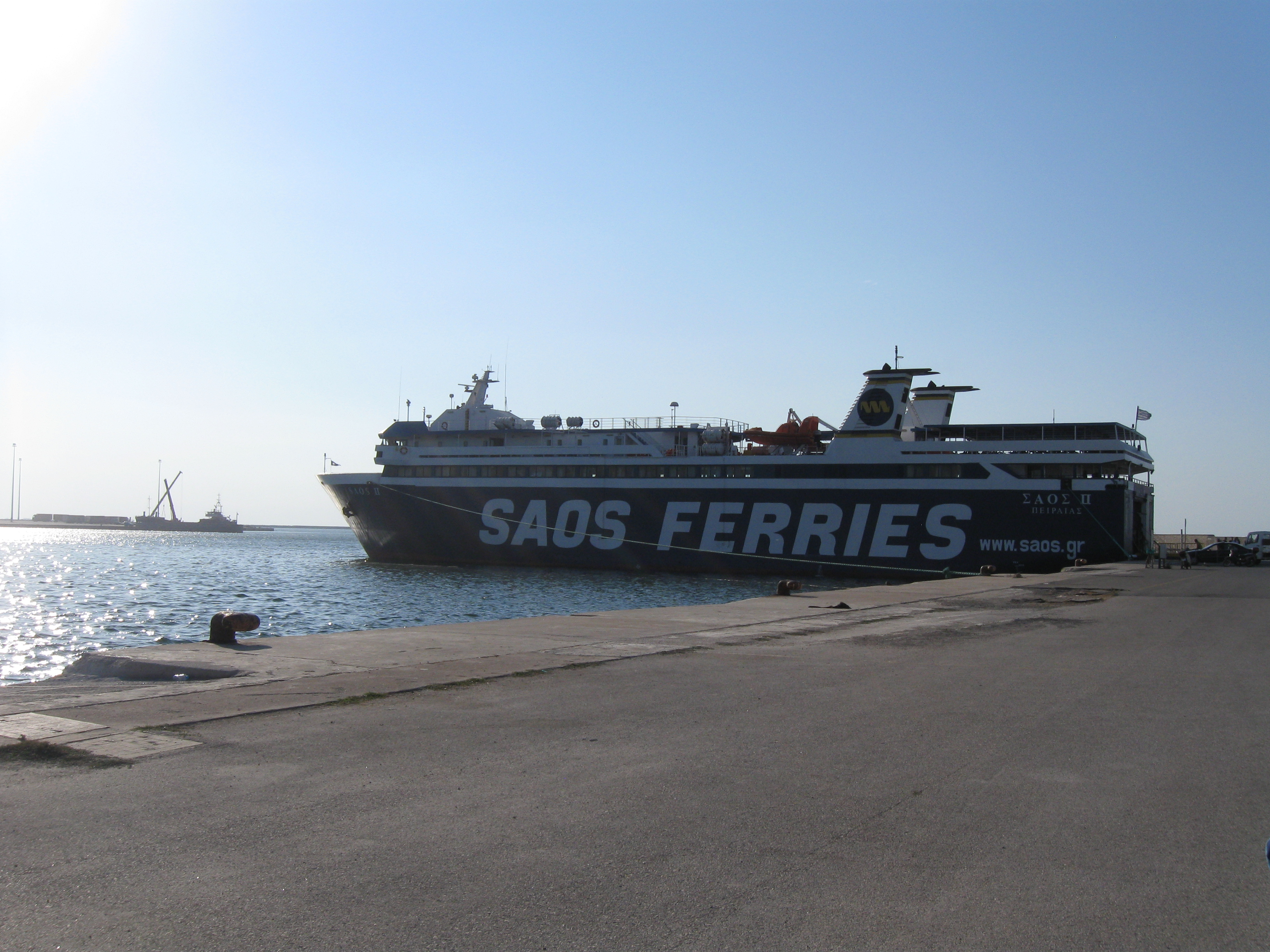
Fähre nach Samothraki

### Hafen
Vom Hafen bestehen Schiffsverbindungen zu den Inseln Samothraki, Limnos und Rhodos. Die Verbindung zur 43 km südlich gelegenen Insel Samothraki wird je nach Wochentag bis zu zwei Mal täglich befahren und die Überfahrt dauert etwa 2:15 Stunden.
Der Hafen ist zu einem Umschlagplatz für Waffenlieferungen an die NATO-Mitgliedsstaaten Griechenland, Bulgarien und Rumänien geworden. Seit dem Beginn des russischen Überfalls auf die Ukraine am 24. Februar 2022 hat seine Bedeutung noch zugenommen. Griechenland und die USA haben ihr Abkommen über militärische Kooperation im Oktober 2021 um fünf Jahre verlängert. Die USA erwarteten bei der anstehenden Teilprivatisierung des Hafens einen Zuschlag für einen der amerikanischen Bewerber. Bieter für einen Mehrheitsanteil von 67 % an der Betreibergesellschaft des Hafens waren Liberty Port Holdings (dahinter steht das texanische Unternehmen Quintana Infrastructure and Development) und International Port Investments Alexandroupoli (ein Joint Venture der BlackSummit Financial Group aus Kentucky mit Euroports aus Luxemburg sowie den griechischen Unternehmen EFA Group und GEK Terna). Auch die bulgarische Regierung unter Ministerpräsident Kiril Petkow erwog sich an einer der Bietergesellschaften mit bis zu 20 % zu beteiligen. Der kremlnahe Milliardär Iwan Sawwidi hatte ebenfalls Interesse am Kauf der Mehrheitsanteile am Hafen Alexandroupoli bekundet, galt aber als chancenlos. Im November 2022 stoppte die griechische Regierung jedoch den Verkauf. Der Hafen sei zu wichtig geworden, als dass man ihn einem privaten Investor überlassen könne. An der geplanten Erweiterung und der Verbesserung der Infrastruktur des Hafens, unter anderem durch Vertiefung, werde jedoch auch unter staatlicher Regie festgehalten.

### Flughafen

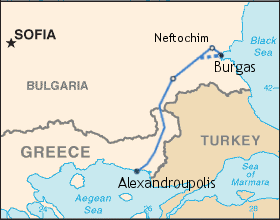
Vorgeschlagene Route der Ölpipeline Burgas–Alexandroupoli

Der Flughafen Alexandroupoli befindet sich etwa 7 km östlich des Stadtzentrums.

## Stadtentwicklung
Alexandroupoli ist mittlerweile eine der am stärksten aufstrebenden Städte in Griechenland. Eines der Wahrzeichen ist der Leuchtturm der Stadt, der Fáros (griechisch Φάρος) am Hafen.
Die Stadt sollte auch Teil der strategisch wichtigen Burgas-Alexandroupolis-Ölpipeline sein. Sie soll die Stadt Alexandroupoli mit der Schwarzmeer-Stadt Burgas verbinden. Mit dem Ausstieg Bulgariens 2011 wurde dieses Projekt aufgegeben. Stattdessen wird durch ein griechisch-bulgarischen Konsortium ein schwimmendes Flüssigerdgasterminal (LNG) gebaut. Das Terminal wird durch eine 28 km langen Pipeline an das griechische Erdgastransportsystem angeschlossen und soll bis zu 6,1 Milliarden Kubikmetern Erdgas pro Jahr umwandeln und voraussichtlich Ende 2023 in Betrieb gehen. Über die Transadriatische Gaspipeline wird zudem das LNG-Terminal mit dem Gas Interconnector Griechenland–Bulgarien bei Komotini verbunden sein.
Als in Verbindung mit dem Russischer Überfall auf die Ukraine 2022 Sanktionen gegen den Export russisches Öls verhängt wurden, reaktivierten bulgarische Politiker die Pipeline Burgas-Alexandroupolis jedoch in umgekehrter Richtung, so dass sie die Versorgungssicherheit der Ölraffinerie bei Burgas sicherstellen sollte.

## Söhne und Töchter der Stadt

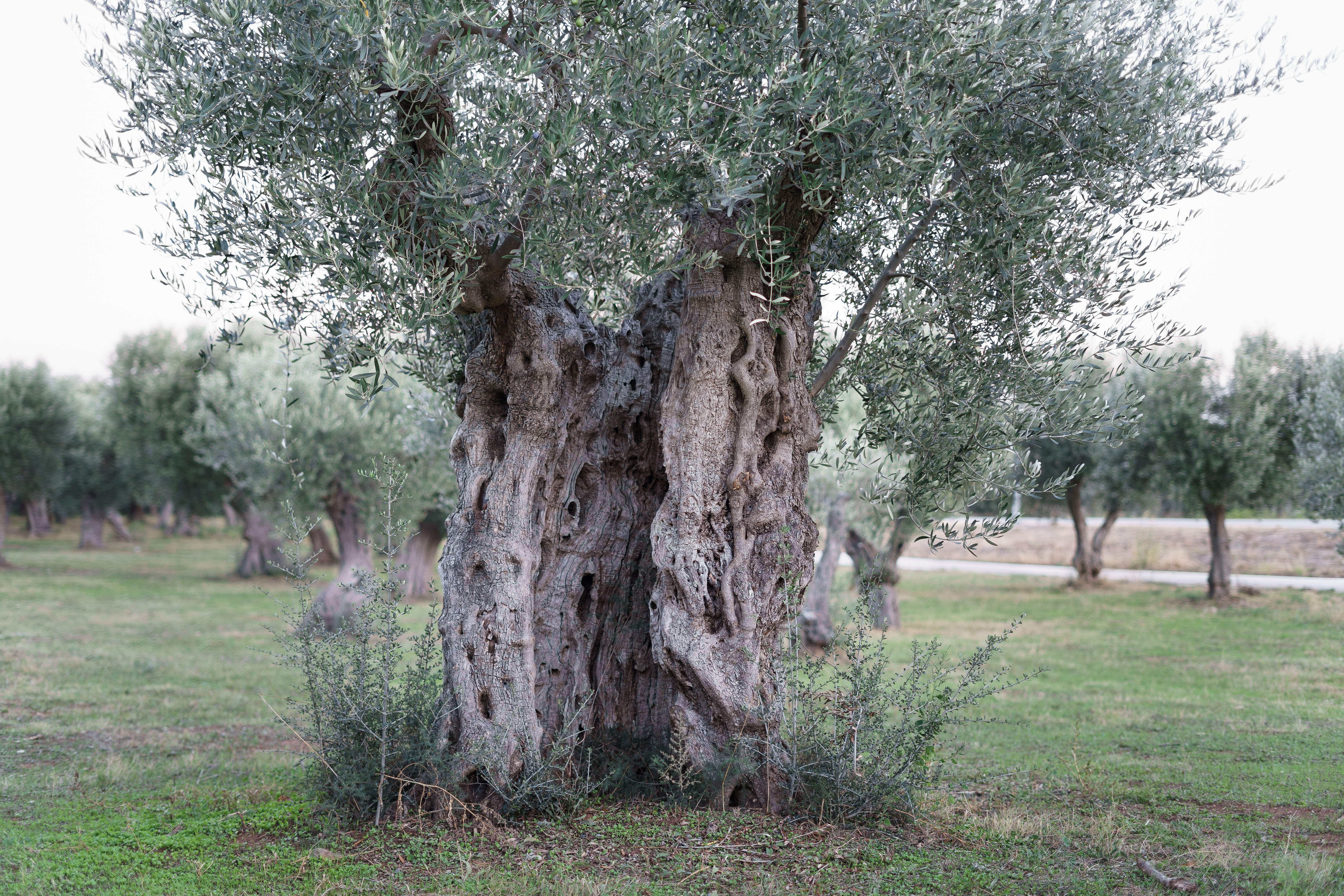
Olivenhain bei Alexandroupoli

- Konstantinos Malamatinas, der als Begründer der bekannten Retsinamarke (Weißwein) Malamatina (seit 1895) gilt
- Todor Dinow (1919–2004), bulgarischer Maler, gilt als der Vater der bulgarischen Animation
- Atanas Sirakow (1919–1989), bulgarischer Architekt und Historiker
- Ioanna Filippidu (1953–1999), Bildhauerin
- Demis Nikolaidis (* 1973), Fußballspieler, Euro-2004-Meister mit der griechischen Nationalmannschaft
- Chrysopigi Devetzi (* 1976), Leichtathletin im Dreisprung
- Athanasios Tsigas (* 1982), Fußballspieler

## Partnerstädte
- Burgas, Bulgarien (1997)
- Edirne, Türkei (1997)
- Lakatamia, Zypern (1993)
- Simferopol, Ukraine (2016)
- Sosnowy Bor, Russland (2011)
- Wyborg, Russland (2016)